# マニラ動植物園
マニラ動植物園は、フィリピンマニラ市マラテにある。5.5ヘクタール、1959年7月25日に開園された。